# 布道伊·拉斯洛
布道伊·拉斯洛（匈牙利語：Budai László，1928年7月19日—1983年7月2日），匈牙利男子足球运动员，司职中场。他曾代表匈牙利国家队参加1952年夏季奥林匹克运动会足球比赛，获得一枚金牌。